# Jazz Shukla
Jazz Shukla, född 24 augusti 1998, är en friidrottare från Kanada. Hon deltog vid olympiska sommarspelen 2024.